# Гарибальдийка

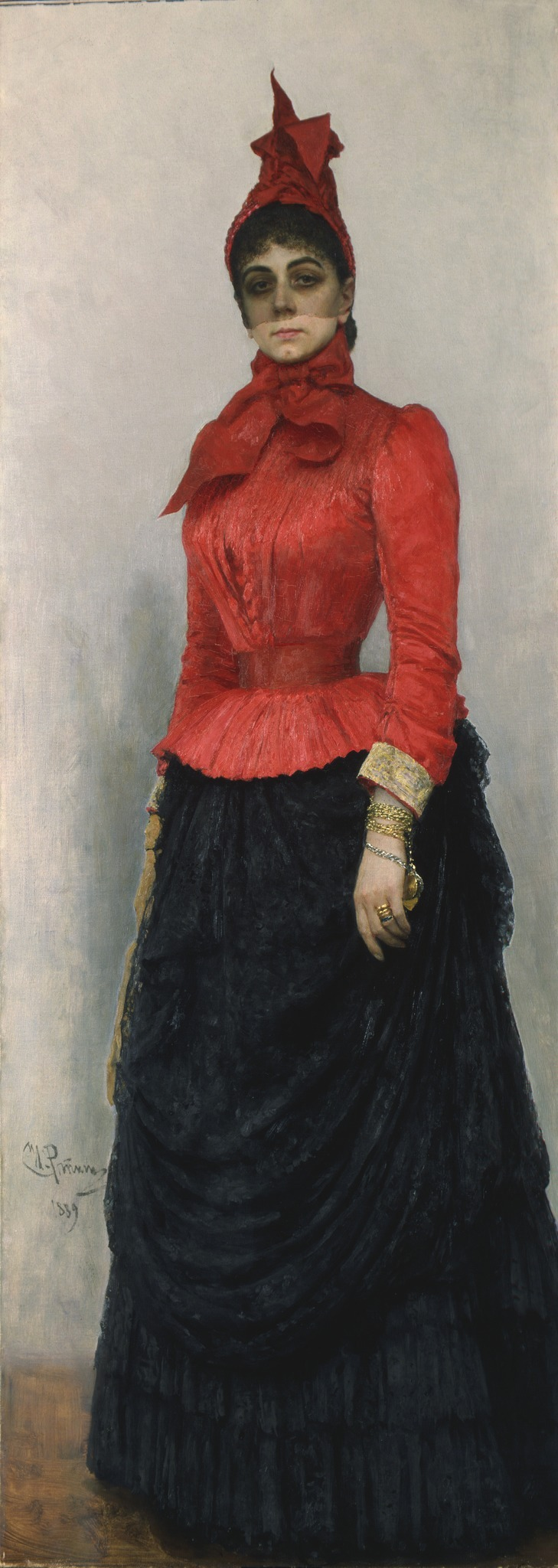
И. Е. Репин. Портрет баронессы В. И. Икскуль фон Гильденбандт. 1889

Гарибальди́йка — предмет женской одежды, блузка преимущественно красного цвета с длинными рукавами на манжете, отложным воротничком, поясом и складками на груди вдоль застёжки, популярная в России во второй половине XIX века.
Гарибальдийка получила название в честь лидера итальянского освободительного движения Джузеппе Гарибальди, последователи которого носили красные рубашки. Гарибальдийки пользовались успехом у демократически настроенных женщин и девушек, боровшихся за право женщин на образование и сочувствовавших народничеству. Таким строгим и простым обликом сторонницы этих идей демонстрировали своё отношение к суетности моды. Чаще всего это были курсистки и студенты, но также некоторые аристократические дамы, активно занимавшиеся общественной деятельностью и благотворительностью. У С. В. Ковалевской в повести «Нигилистка» упоминаются три девушки в чёрных юбках и цветных гарибальдийках, подпоясанных у пояса кожаными кушаками.
Мужские гарибальдийки представляли собой просторные рубахи-блузы с отложным воротником и манжетами. Кроме того, гарибальдийками называли небольшие круглые женские шляпки или шапочки без полей, отделанные цветной тесьмой. Другой предмет одежды, названный в честь итальянского национального героя, — шапочка Гарибальди.